# Cavaliere di Magdeburgo
Il Cavaliere di Magdeburgo o Cavaliere del Mercato Vecchio è una scultura in arenaria risalente al 1240-1250, originariamente collocata nell'Alter Markt, la piazza del mercato della città vecchia, e oggi al Kulturhistorisches Museum. Capolavoro della scultura gotica tedesca, è generalmente riconosciuta come la prima statua a tutto tondo prodotta dalla cultura artistica centro europea post-classica.
Al posto della statua originale, nell'Alter Markt è collocata oggi una riproduzione in bronzo dorato entro un involucro colonnato barocco, uno dei simboli più riconoscibili della città tedesca.

## Storia
La scultura viene eseguita probabilmente negli anni 1240 come ornamento monumentale della piazza del mercato, di fronte al Municipio, dove il burgravio esercitava il suo potere sulla città. Nel suo assetto originale, il Cavaliere era posto entro un baldacchino a forma di tabernacolo in cima a un pilastro, accompagnato da due statue di giovani donne reggenti uno scudo e una lancia o un vessillo.
Il baldacchino viene modificato e sostituito nelle sue parti a più riprese nel XVII, XVIII e poi ancora nel XIX secolo, mentre la statua viene sostituita con una copia in bronzo dorato nel 1966, per ragioni conservative.

## Descrizione
Il Cavaliere si trova issato a cavallo, con i capelli di media lunghezza e la corona in capo, ma con volto glabro che ne ringiovanisce e ingentilisce le linee. I piedi sono entrambi nelle staffe e indossa una mantella, chiusa al collo con una fibbia. La mano sinistra regge le redini, mentre la destra è protesa in avanti. La bocca è semiaperta, come se stesse per iniziare a parlare.
Lo stato di conservazione del gruppo scultoreo è parziale, a causa dei numerosissimi danni subiti nei secoli seguiti da altrettanti restauri e integrazioni.

## Stile
In origine, il Cavaliere incoronato non dava le spalle al palazzo del potere, bensì era rivolto verso di esso. Esso, probabilmente, rappresentava quindi il momento del ritorno del sovrano, cui è coerente anche l'abbigliamento da viaggio indossato. Il momento del rientro in città dei rappresentanti del potere o del clero era sempre un momento di grande enfasi, in cui il personaggio era accompagnato lungo le vie sotto un baldacchino, che doveva trovare riscontro nelle fattezze della teca originale.
Con quest'opera, l'artista realizza la prima statua equestre a tutto tondo nota nell'ambito culturale centroeuropeo post classico, compiendo un deciso e definitivo passo avanti rispetto al Cavaliere di Bamberga, simile nella concezione ma addossato a una parete e anche più schematico. A Magdeburgo, invece, la statua non è puramente simbolica del diritto imperiale, ma mira a suscitare una certa impressione agli occhi dell'osservatore che la ammira dal basso. Le linee sono cariche di tensione, che culmina tra le pesanti, ampie pieghe del mantello, l'incedere del cavallo e la grave solennità del gesto del Cavaliere.
I dettagli della fisionomia preludono quelli delle sculture del duomo di Naumburg ed è verosimile che il Cavaliere e quelle statue siano da ricondurre alla stessa mano o alla stessa bottega, un artista o gruppo di artisti che verso la metà del XIII secolo, a Magdeburgo, lavorano in modo estremamente innovativo conferendo ai personaggi raffigurati una resa stilistica del tutto nuova, carica di umanità e sentimenti.